# Gazella bilkis
Gazella bilkis är en utdöd däggdjursart som beskrevs av Groves och Lay 1985. Gazella bilkis ingår i släktet gaseller, och familjen slidhornsdjur. Inga underarter finns listade i Catalogue of Life. Wilson & Reeder (2005) listar denna gasell som underart till Gazella arabica.
Denna gasell beskrevs efter fem individer som fångades 1951 i bergstrakter och kulliga högland i Jemen. Arten vistades i regioner mellan 1200 och 2200 meter över havet. Den ska ha varit ganska vanligt förekommande och den jagades bland annat av arméns officerare.
1992 letades i samma region efter gaseller men det hittades inga individer. Även den lokala befolkningen berättade att de inte iakttog några gaseller under de senaste årtionden. IUCN kategoriserar arten därför globalt som utdöd (EX).